# Thalassoma hardwicke

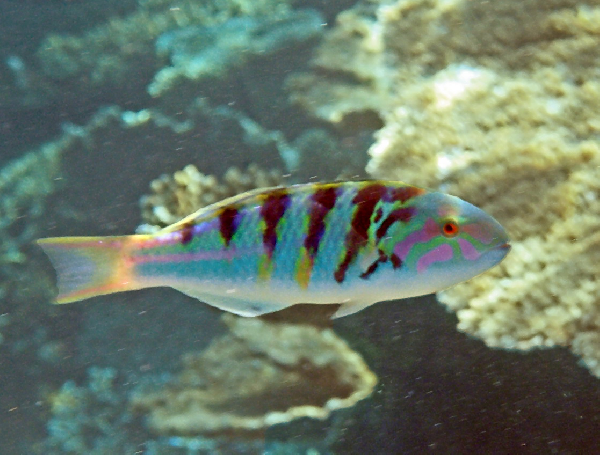
Thalassoma hardwicke, adulto

Thalassoma hardwicke (Bennet, 1830) è un pesce d'acqua salata appartenente alla famiglia Labridae.

## Distribuzione e habitat
Il suo areale comprende zone sia dell'oceano Pacifico che dell'oceano Indiano. Si trova lungo la costa dell'Africa orientale, lungo le coste del Giappone, Taiwan e Thailandia e delle Seychelles. Abita le barriere coralline e le scarpate, eccetto rari casi non sotto i 15 m di profondità. Talvolta può essere trovato nelle aree ricche di vegetazione acquatica poco al di fuori delle barriere.

## Descrizione
Presenta un corpo allungato e compresso ai fianchi. Il muso è allungato e arrotondato. Le pinne sono corte, le pettorali ampie; la pinna caudale è a delta. 
La livrea negli adulti è molto sgargiante: il colore di fondo è azzurro con sfumature blu e gialle e sei larghe fasce nere verticali che scendono dal dorso. Dai fianchi, fino al peduncolo caudale, corre orizzontalmente una linea fucsia. La testa è vivacemente colorata d'azzurro con macchie irregolari fucsia, verdi e rosse. Le pinne sono trasparenti, eccetto la pinna dorsale, bassa e lunga, dove continuano le zebrature e le estremità della pinna caudale, che sono gialle e viola. I giovani, invece, sono grigio-verdastri. 

La lunghezza degli adulti varia dai 15 ai 20 cm.

## Biologia

### Comportamento
Questa specie nuota in piccoli banchi.

### Alimentazione
La sua dieta è molto varia e comprende: uova od avannotti di altri pesci come Dascyllus flavicausus e Stegastes nigricans; vermi sipunculidi e policheti, molluschi bivalvi e chitoni, varie specie di crostacei (Galatheidae), soprattutto granchi (Xanthidae), copepodi (Cyclopoida), stomatopodi e anfipodi (Gammaridea).

### Riproduzione
Come le altre specie del genere, questo pesce è ermafrodita e gli esemplari adulti sono maschi. Quando i maschi si stanno per riprodurre presentano una macchia scura sulla pinna caudale, assente invece sulle femmine. Le uova vengono deposte subito dopo l'alta marea, molto spesso durante la mattina.

## Acquariofilia
A causa della colorazione sgargiante è apprezzato negli acquario, ma non è pescato particolarmente di frequente.

## Conservazione
Questa specie potrebbe venire minacciata dal deterioramento del suo habitat e dalla pesca per l'acquariofilia, ma è abbastanza comune nel suo areale, quindi viene classificato come "a rischio minimo" (LC) dalla lista rossa IUCN. È inoltre diffuso in diverse aree marine protette.